# 9826 Ehrenfreund
Ehrenfreund (asteróide 9826) é um asteróide da cintura principal, a 2,7135309 UA. Possui uma excentricidade de 0,0934825 e um período orbital de 1 891,63 dias (5,18 anos).
Ehrenfreund tem uma velocidade orbital média de 17,21525515 km/s e uma inclinação de 8,93834º.
Este asteróide foi descoberto em 16 de Outubro de 1977 por Cornelis van Houten, Ingrid van Houten-Groeneveld.